# ハリファックス級フリゲート
ハリファックス級フリゲート (ハリファックスきゅうフリゲート、英: Halifax-class Multi-Role Patrol Frigate) はカナダ海軍のフリゲート。

## 来歴
1970年代後半、カナダ海軍は、保有する20隻におよぶ護衛駆逐艦の老朽化という問題に直面していた。サン・ローラン級駆逐艦にはじまる系譜に属するこれらの艦は、多くがヘリコプター運用能力を有し、優秀な対潜艦として活躍してきたが、イギリス海軍の12型フリゲートの設計に基づいており、発達する兵器テクノロジーへの追随は難しくなっていた。このことから開始されたのがCPF (Canadian Patrol Frigate)計画で、これに基づいて建造されたのが本級である。
1983年、まず第1バッチ6隻の建造が承認された。当初は基本設計を担当したセント・ジョン造船所が一手に担当する予定であったが、政治的な事情もあり、下請けのマリン・インダストリーズ社と3隻ずつ分け合うことになった。また1986年には、さらに第2バッチ6隻の追加建造が決定された。第2バッチについては、船体を10メートル延長して対空型とし、最終的には対空型8隻と対潜型12隻を整備する計画であったが、原潜導入計画とバーターに、最終的に第2バッチも第1バッチと同じ対潜型とされ、対空型の整備はなされなかった。なお原潜導入計画はのちに断念された。

## 設計
ステルス性に配慮した設計が外見上の特徴となっている。上部構造物は全体的に低く、艦橋構造物は2層とされており、また外板はわずかに内側にテーパーしている。艦型については、L/B比8.2と、かなりずんぐりとしている。またNBC防護のため、艦橋などには大気圧に加えて500パスカル、機関室などにも375パスカルの陽圧がかけられている。
主機関方式としてはCODOG構成を採用しており、巡航機としてはSEMT ピルスティク20 PA6 V280 V型20気筒ディーゼルエンジン1基が、高速機としてはゼネラル・エレクトリック LM2500ガスタービンエンジンが2基搭載される。また静粛性確保のため、主機はラフト上に設置されている。

## 装備
本級は、戦術曳航ソナーと哨戒ヘリコプターによる優れた対潜戦能力を備えるほか、シースパロー個艦防空ミサイルとハープーン艦対艦ミサイル、ボフォースMk.2 57mm単装速射砲、高度な電子装備により、多任務に対応できる。
戦術情報処理装置としては、当初はSHINPAD（Ship's Integrated Processing and Display System）が搭載されていた。これはUYK-507(V)1コンピュータ33基とUYQ-501コンソール13基、U2049ディスプレイから構成されており、コンピュータのうち28基が戦闘情報処理・運用に供されていた。
また、2010年代においても就役を継続するため、2000年代より性能向上を目的としたHCM/FELEX (Halifax Class modernisation programme / frigate life extension) 計画が進められており、2010年より順次に改修を開始、2017年までに全艦が改修される予定となっている。

### 兵装・電装要目

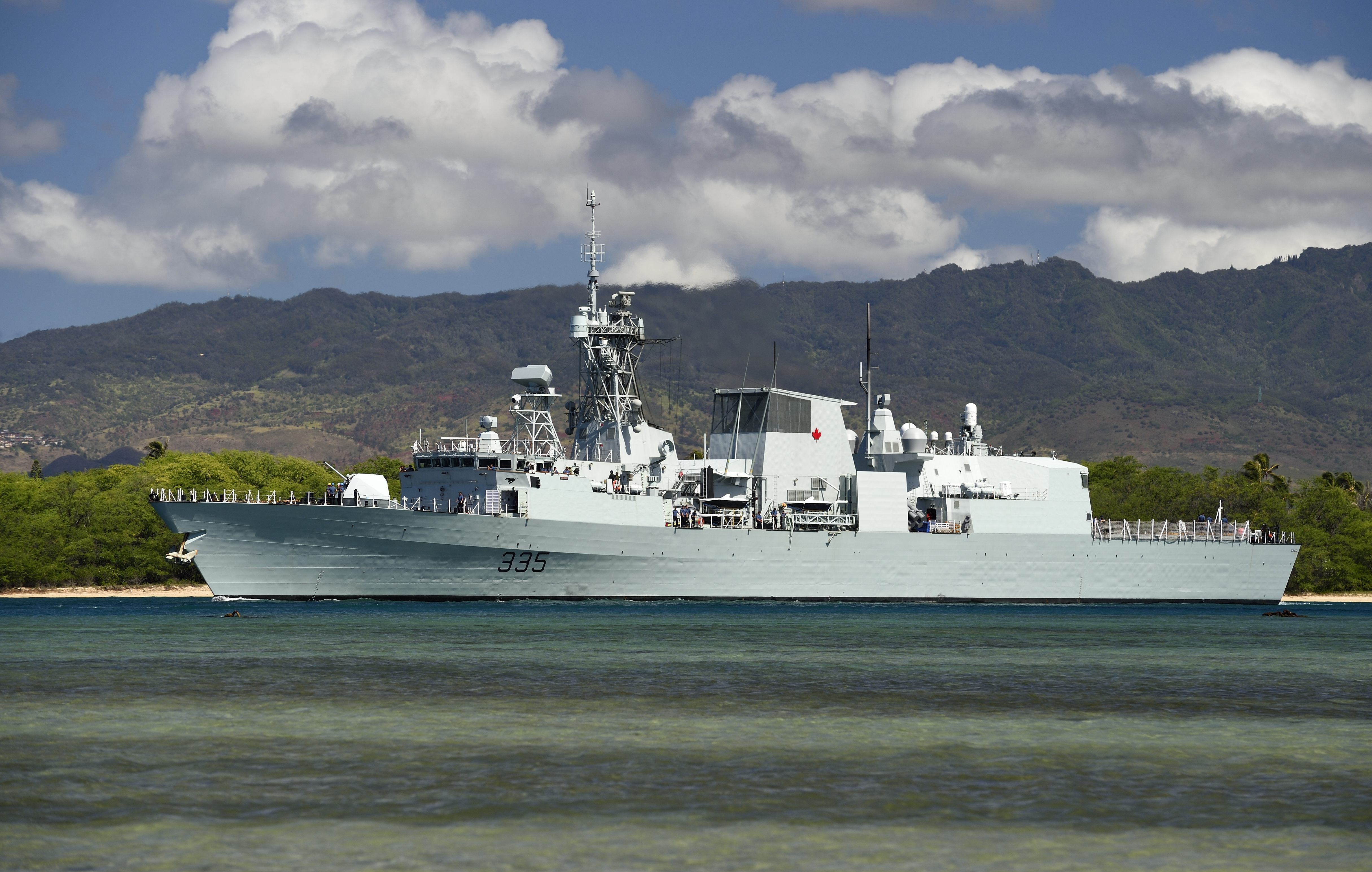
HCM/FELEX改修を受けた「HMCS カルガリー」。
2014年リムパック演習参加時に、真珠湾にて撮影

|                   | 建造当初                                          | HCM / FELEX改修後                                  |
| ----------------- | ------------------------------------------------- | -------------------------------------------------- |
| 兵装              | ボフォースMk.2 57mm単装速射砲×1基                 | ボフォースMk.3 57mm単装速射砲×1基                  |
| 兵装              | ファランクス 20mmCIWS×1基                         | ファランクスBlk.1B 20mmCIWS×1基                    |
| 兵装              | Mk.48 mod.0 VLS (16セル) （シースパロー 短SAM用） | Mk.48 mod.4 VLS (16セル) （ESSM 短SAM用）          |
| 兵装              | ハープーン Blk.1C SSM 4連装発射筒×2基             | ハープーン Blk.2 SSM 4連装発射筒×2基               |
| 兵装              | Mk.32 mod.9 短魚雷連装発射管×2基                  |                                                    |
| 艦載機            | CH-124 哨戒ヘリコプター×1機                       | CH-148 哨戒ヘリコプター×1機                        |
| C4I               | 海軍戦術情報システム (SHINPADS＋リンク 11/14)     | 海軍戦術情報システム (サーブ 9LV＋リンク 11/14/16) |
| FCS               | SPG-503 (STIR 1.8) 砲/SAM射撃指揮×2基             | CEROS 200 砲/SAM射撃指揮×2基                       |
| FCS               | ー                                                | SIRIUS IRST                                        |
| レーダー          | AN/SPS-49(v)5 2次元式対空捜索用                   | SMART-S Mk.2 3次元式                               |
| レーダー          | SPS-505 シージラフ 低空警戒/対水上捜索            | シージラフSG-150HC 低空警戒/対水上捜索             |
| ソナー            | SQS-510 艦首装備                                  | SQS-510 艦首装備                                   |
| ソナー            | SQR-501 CANTASS                                   |                                                    |
| 電子戦・ 対抗手段 | SLQ-501 電波探知装置                              | NS9003A-V2HC                                       |
| 電子戦・ 対抗手段 | SLQ-505 ECM装置                                   | n/a                                                |
| 電子戦・ 対抗手段 | プレッシー・シールド デコイ発射機                 | TKWA/MASSデコイ発射機                              |
| 電子戦・ 対抗手段 | AN/SLQ-25 対魚雷デコイ                            |                                                    |

## 同型艦
| #       | 艦名                                      | 起工            | 進水            | 就役           |
| ------- | ----------------------------------------- | --------------- | --------------- | -------------- |
| FFH-330 | ハリファックス HMCS Halifax               | 1987年 3月19日  | 1988年 4月30日  | 1992年 6月29日 |
| FFH-331 | バンクーバー HMCS Vancouver               | 1988年 5月19日  | 1989年 7月8日   | 1993年 8月23日 |
| FFH-332 | ヴィル・ド・ケベック HMCS Ville de Québec | 1988年 12月16日 | 1991年 5月16日  | 1994年 7月11日 |
| FFH-333 | トロント HMCS Toronto                     | 1989年 4月22日  | 1990年 12月18日 | 1993年 7月29日 |
| FFH-334 | レジャイナ HMCS Regina                    | 1989年 10月6日  | 1992年 1月25日  | 1994年 9月30日 |
| FFH-335 | カルガリー HMCS Calgary                   | 1991年 6月15日  | 1992年 8月28日  | 1995年 5月12日 |
| FFH-336 | モントリオール HMCS Montréal              | 1991年 2月8日   | 1992年 2月28日  | 1994年 7月21日 |
| FFH-337 | フレデリクトン HMCS Fredericton           | 1992年 4月25日  | 1993年 6月26日  | 1994年 9月10日 |
| FFH-338 | ウィニペグ HMCS Winnipeg                  | 1993年 3月20日  | 1994年 6月25日  | 1995年 6月23日 |
| FFH-339 | シャーロットタウン HMCS Charlottetown     | 1993年 12月18日 | 1994年 10月1日  | 1995年 9月9日  |
| FFH-340 | セント・ジョンズ HMCS St. John's          | 1994年 8月24日  | 1995年 8月26日  | 1996年 6月24日 |
| FFH-341 | オタワ HMCS Ottawa                        | 1995年 4月29日  | 1996年 5月31日  | 1996年 9月28日 |